# Catageus berkeleyi
Espèce
Synonymes
- Stygophrynus berkeleyi Gravely, 1915

Catageus berkeleyi est une espèce d'amblypyges de la famille des Charontidae.

## Distribution
Cette espèce est endémique du Perak en Malaisie. Elle se rencontre vers Lenggong.

## Description
La carapace du mâle holotype mesure 10,5 mm de long sur 15 mm.

## Étymologie
Cette espèce est nommée en l'honneur de H. Berkeley.

## Publication originale
- Gravely, 1915 : A revision of the Oriental subfamilies of. Tarantulidae (order Pedipalpi). Records of the Indian Museum, vol. 11, p. 433–455 (texte intégral).